# One Piece: Unlimited Cruise
One Piece: Unlimited Cruise (ワンピース アンリミテッドクルーズ?, Wan Pīsu: Anrimiteddo Kurūzu) è un videogioco per Nintendo Wii basato sul popolare manga e anime One Piece, sequel di One Piece: Unlimited Adventure. Il gioco fu programmato per essere distribuito in due episodi, il primo l'11 settembre 2008 e il secondo nell'inverno del 2009. In Italia il 1º capitolo ha visto luce il 19 giugno 2009, sotto il nome di One Piece Unlimited Cruise 1: Il Tesoro Sommerso, mentre il secondo è uscito il 24 settembre 2009, con il titolo One Piece Unlimited Cruise 2: Il Risveglio di un Eroe.
Il gioco è stato distribuito in Italia con audio giapponese e testo interamente tradotto in italiano, con il nome del protagonista modificato in Rubber (adattandosi alla serie animata italiana).
I personaggi avranno nuovi costumi, ognuno associato ad un animale. Il tema dell'abito di Rufy sarà un leone, Zoro un drago, Nami un pesce tropicale, Usop un gufo, Sanji una capra, Chopper un dinosauro, Robin una farfalla, Franky un rinoceronte e Brook una rondine.
Il gioco è un picchiaduro a scorrimento che si svolge su varie isole, sulle quali il giocatore impersonifica un personaggio a scelta (che può essere cambiato quando si vuole) della Ciurma di Cappello di Paglia dovrà affrontare gruppi di nemici (alcuni originali, altri tratti dal manga), guadagnando nuove mosse man mano che l'avventura prosegue. Sulle varie isole si possono trovare anche materie prime (liane, erbe curative, insetti) utili per creare nuovi oggetti indispensabili per proseguire il gioco.
Oltre alle isole si può visitare la Thousand Sunny, sulla quale si potranno immagazzinare e lavorare gli oggetti trovati sulle isole.
Il gioco presenta anche una modalità VS in cui sfidare la CPU o un altro giocatore e una modalità survival dove scegliendo uno dei personaggi sbloccati bisogna combattere contro 200 nemici.
Per sbloccare i personaggi della modalità VS si devono soddisfare determinate condizioni nel gioco principale, generalmente sconfiggendo i boss del gioco.

## Isole
Il gioco prevede che con l'avanzare della storia la ciurma debba sbarcare su 4 diverse isole, ognuna avente le proprie caratteristiche, più una quinta isola dove affrontare il nemico principale. Le isole presenti sono:
- Isola del Legno (tema: foresta)
- Isola di George (tema: terreno roccioso)
- Isola dell'Iceberg (tema: ghiacciaio)
- Isola della Grotta (tema: grotta vulcanica)
- Isola centrale

## Personaggi

### Protagonisti del primo episodio[3]
- Monkey D. Rufy (Rubber)
- Roronoa Zoro
- Nami
- Usop
- Sanji
- TonyTony Chopper
- Nico Robin
- Franky
- Brook

### Boss[3]
Isola del Legno
- Orso Bartholomew
- Ener
- Buggy il Clown

Isola di George
- Creek
- Capitano Kuro
- Gekko Moria
- Nightmare Rufy

Isola dell'Iceberg
- Blink Wapol
- Spandam
- Aokiji
- Chopper in Monster point

Isola della Grotta
- Portuguese D. Ace
- Barbanera
- Guardiano Oscuro di One Piece: Unlimited Adventure

Isola centrale
- Guardiano del Destino

Boss Rush
- Arlong
- Calgara

#### Personaggi esclusivi del videogioco
Gabri (ガブリ?, Gaburi) è un personaggio che appare esclusivamente nei videogiochi One Piece: Unlimited Cruise e One Piece: Unlimited Cruise 2. Ha un aspetto molto particolare e ricorda in qualche modo Chopper: inizialmente assomiglia ad un piccolo Oni, con denti sporgenti, ha un cappello con due corna e una spada che tuttavia non usa mai. In seguito assume un aspetto molto più "angelico", i suoi abiti diventano di colore azzurro, il viso non è più mostruoso e ha un'aureola sopra la testa.
La ciurma di Cappello di Paglia lo incontra su un'isola, mentre sono alla ricerca di un tesoro. Gabri dimostra di poterli aiutare, trasformando oggetti in energia ed usandola per aprire la strada alla ciurma. Dopo avergli insegnato cos'è l'amicizia e averlo difeso dai nemici, Gabri si sacrifica per permettere alla ciurma di fuggire dal Guardiano del Destino che non riescono a sconfiggere. Nel secondo capitolo, Gabri torna inizialmente in forma di sfera di energia, ma poi riesce ad assumere una forma corporea assorbendo l'energia dei nemici sconfitti, e alla fine insieme alla ciurma riesce a distruggere il Demone del Destino, evolutosi dal Guardiano del Destino.

### Doppiaggio originale[3]
Il gioco presenta l'audio originale giapponese, perciò i doppiatori sono gli stessi della serie animata in Giappone.
| Personaggio      | Seiyu             |
| ---------------- | ----------------- |
| Monkey D. Rufy   | Mayumi Tanaka     |
| Nico Robin       | Yuriko Yamaguchi  |
| Nami             | Akemi Okamura     |
| Roronoa Zoro     | Kazuya Nakai      |
| Sanji            | Hiroaki Hirata    |
| Usop             | Kappei Yamaguchi  |
| TonyTony Chopper | Ikue Ōtani        |
| Franky           | Kazuki Yao        |
| Brook            | Chō               |
| Gabri            | Rie Kugimiya      |
| Ace              | Toshio Furukawa   |
| Calgara          | Hidekatsu Shibata |

| Personaggio        | Seiyu              |
| ------------------ | ------------------ |
| Aokiji             | Takehito Koyasu    |
| Nightmare Rufy     | Mayumi Tanaka      |
| Orso Bartholomew   | Hideyuki Hori      |
| Buggy il Clown     | Shigeru Chiba      |
| Capitano Kuro      | Kōichi Hashimoto   |
| Don Creek          | Fumihiko Tachiki   |
| Arlong             | Jūrōta Kosugi      |
| Blik Wapol         | Bin Shimada        |
| Ener               | Toshiyuki Morikawa |
| Spandam            | Masaya Onosaka     |
| Gekko Moria        | Katsuhisa Hōki     |
| Guardiano Malvagio | Daisuke Gōri       |